# El Mirador, Yahualica de González Gallo
El Mirador är en ort i Mexiko.   Den ligger i kommunen Yahualica de González Gallo och delstaten Jalisco, i den centrala delen av landet, 400 km väster om huvudstaden Mexico City. El Mirador ligger 1 841 meter över havet och antalet invånare är 708.
Terrängen runt El Mirador är kuperad österut, men västerut är den platt. Terrängen runt El Mirador sluttar österut. Runt El Mirador är det ganska glesbefolkat, med 47 invånare per kvadratkilometer. Närmaste större samhälle är Yahualica de González Gallo, 2,1 km nordväst om El Mirador. I omgivningarna runt El Mirador växer huvudsakligen savannskog.